# Ridgeway (Town)
Die Town of Ridgeway ist eine von 14 Towns im Iowa County im US-amerikanischen Bundesstaat Wisconsin. Im Jahr 2010 hatte die Town of Ridgeway 568 Einwohner.
Town hat in Wisconsin eine grundlegend andere Bedeutung, als im übrigen englischsprachigen Bereich. Vielmehr entspricht sie den in den anderen US-Bundesstaaten üblichen Townships, die nach dem County die nächstkleinere Verwaltungseinheit bilden.
Das Gebiet der Town of Ridgeway ist Bestandteil der Metropolregion Madison.

## Geografie
Die Town of Ridgeway liegt im Südwesten Wisconsins. Der am Mississippi gelegene Schnittpunkt der drei Bundesstaaten Wisconsin, Iowa und Minnesota liegt rund 140 km nordwestlich; nach Illinois sind es rund 70 km in südlicher Richtung.
Die geografischen Koordinaten des Zentrums der Town of Ridgeway sind 42°59′27″ nördlicher Breite und 89°59′29″ westlicher Länge. Sie erstreckt sich über eine Fläche von 110,6 km². Die Town of Ridgeway umschließt vollständig die Village of Ridgeway, ohne dass diese der Town angehört. 
Die Town of Ridgeway liegt im östlichen Zentrum des Iowa County und grenzt an folgende Nachbartowns:
| Town of Wyoming    | Town of Arena                               |                 |
| Town of Dodgeville | Kompassrose, die auf Nachbargemeinden zeigt | Town of Brigham |
|                    | Town of Waldwick                            | Town of Moscow  |

## Verkehr
Durch die Town führen in Westsüdwest-Ostnordost-Richtung auf einem gemeinsamen Streckenabschnitt die U.S. Highways 18 und  151. Durch die südwestliche Ecke der Town verläuft der Wisconsin State Highway 191. Daneben führen noch die County Highways H, Y und W durch das Gebiet der Town of Ridgeway. Alle weiteren Straßen sind untergeordnete Landstraßen sowie teils unbefestigte Fahrwege.
Parallel zur Straße US 18 / US 151 verläuft durch das Gebiet der Town of Ridgeway auf der Trasse einer ehemaligen Eisenbahnstrecke der Chicago and North Western Railway mit dem Military Ridge State Trail ein Rail Trail für Wanderer und Radfahrer. Im Winter kann der Wanderweg auch mit Schneemobilen befahren werden.
Mit dem Iowa County Airport befindet sich rund 30 km westlich ein kleiner Flugplatz. Die nächsten Verkehrsflughäfen sind der Dubuque Regional Airport in Iowa (rund 100 km südwestlich), der Chicago Rockford International Airport (rund 150 km südöstlich) und der Dane County Regional Airport in Wisconsins Hauptstadt Madison (rund 65 km östlich).

## Bevölkerung
Nach der Volkszählung im Jahr 2010 lebten in der Town of Ridgeway 568 Menschen in 231 Haushalten. Die Bevölkerungsdichte betrug 5,1 Einwohner pro Quadratkilometer. In den 231 Haushalten lebten statistisch je 2,46 Personen. 
Ethnisch betrachtet setzte sich die Bevölkerung zusammen aus 97,5 Prozent Weißen, 0,7 Prozent Afroamerikanern, 0,4 Prozent amerikanischen Ureinwohnern sowie 0,5 Prozent aus anderen ethnischen Gruppen; 0,9 Prozent stammten von zwei oder mehr Ethnien ab. Unabhängig von der ethnischen Zugehörigkeit waren 1,1 Prozent der Bevölkerung spanischer oder lateinamerikanischer Abstammung. 
19,9 Prozent der Bevölkerung waren unter 18 Jahre alt, 66,2 Prozent waren zwischen 18 und 64 und 13,9 Prozent waren 65 Jahre oder älter. 48,1 Prozent der Bevölkerung war weiblich.
Das mittlere jährliche Einkommen eines Haushalts lag bei 69.167 USD. Das Pro-Kopf-Einkommen betrug 30.987 USD. 12,1 Prozent der Einwohner lebten unterhalb der Armutsgrenze.

## Ortschaften in der Town of Ridgeway
Neben Streubesiedlung existiert in der Town of Ridgeway noch die gemeindefreie Siedlung Hyde.